# Kit Carson (Tex)
Kit Carson è un personaggio immaginario della serie a fumetti di genere western Tex, edito in Italia dalla Sergio Bonelli Editore, ideato da Giovanni Luigi Bonelli e realizzato graficamente da Galep. È uno dei Pards (compagni) del protagonista più frequenti. Tra i pellerossa Navajo, presso i quali vive assieme a Tex, gode di grande rispetto ed è soprannominato Capelli d'Argento.
Il suo nome si ispira ad una celebre figura storica del West, Kit Carson (1809-1868).
Esiste un altro personaggio dei fumetti omonimo di questo, creato da Rino Albertarelli nel 1937.

## Biografia del personaggio
È l'amico più fidato ed esperto di Tex Willer, con il quale ha vissuto più avventure, tanto che questi chiamerà il figlio con lo stesso nome e, benché sia raffigurato come un uomo maturo, è in grado di affrontare scontri fisici e sparatorie; nonostante sia un inguaribile pessimista non esita a seguire Tex nelle situazioni più pericolose e ad assecondare i suoi piani più temerari. Anche se è apparentemente un brontolone che si lamenta sempre di tutto, è un uomo estremamente coraggioso: egli stesso afferma di non avere paura di nulla (n. 334), e l'unica cosa che si rifiuta categoricamente di fare è scommettere con Tex.
È un ottimo tiratore, molto abile con le pistole, anche se esprime il massimo delle sue capacità con il fucile Winchester. Poco si sa del suo passato e in particolare del periodo precedente all'incontro con Tex, tranne che ha vissuto per un certo periodo di tempo nella città di Bannock, nel Montana (nell'albo n. 407: Il passato di Carson); Carson è, probabilmente, il padre naturale di Donna, figlia della locandiera ed ex cantante e ballerina Lena Parker. Di questa relazione è rimasto all'oscuro Ray Clemmons (ufficialmente il padre di Donna), e la paternità di Carson, se reale, sarebbe ignota sia alla figlia (Tex n. 407-408-409), a cui Carson rivela comunque di considerarla sua figlioccia (n. 465), sia allo stesso Carson. La sua canzone preferita, come ribadito da lui stesso e dai suoi compagni in molti episodi, è la ballata "The girl I left behind me".
Quando gli viene presentato Tex, Carson è già un celebre Ranger del Texas; i due, e un altro ranger di nome Arkansas Joe, si conoscono in occasione dell'arruolamento nello stesso corpo armato di Tex, che fino ad allora era stato un fuorilegge, reclutamento che avviene grazie all'opera di convincimento fatta dal capo del West Department, il maggiore Herbert Marshall. La scena, immortalata in uno dei primi albi a striscia, è ora presente nel numero 1 del formato attuale (La mano rossa).
Fisicamente Carson viene disegnato come uomo ben piantato, nato intorno al 1827, come corporatura è molto simile a Tex nonostante sia più vecchio di una decina d'anni, dunque ipoteticamente alto circa 180 cm per 75 kg di peso, forte e muscoloso, con un'elevata resistenza ed un fisico eccezionale.
L'inossidabile amicizia tra i due si cementa nell'albo Fuorilegge: in questo episodio Tex viene ingiustamente accusato a causa delle trame poste in essere della sua nemesi Mefisto. Carson è l'unico a credere nella sua innocenza, tanto che l'aiuta a fuggire, contribuendo non solo alla sua riabilitazione, ma anche al rientro dell'amico nelle file dei Texas Rangers.
Pur restando formalmente inquadrato tra i Rangers col grado di Maggiore (anche se nell'episodio Grido di Guerra, n 287, viene chiamato "Colonnello"), da quel momento Carson sarà sempre al fianco di Tex nelle sue missioni e assieme ad altri due personaggi, Kit Willer, figlio di Tex, e Tiger Jack, un nativo Navajo fratello di sangue di Tex, formeranno un imbattibile quartetto. L'importanza della figura di Carson nell'economia del fumetto è testimoniata dal fatto che è, dopo Tex, il co-protagonista più presente negli albi rispetto a Kit Willer e Tiger Jack, e come gerarchia della squadra è il secondo dopo Tex.
In un'occasione si è ritrovato, insieme a Kit, dalla parte opposta dalla barricata rispetto all'amico e precisamente nel n. 40 intitolato Il ponte tragico. Tutto ciò avviene per opera delle arti ipnotiche dell'infernale Mefisto, il quale li scaglia prima contro i Navajos e poi li trasforma in feroci rapinatori. Il ferimento di Mefisto da parte di Tiger e la perdita di coscienza del diabolico individuo in seguito alla caduta su di una roccia libera i due dal giogo del nemico.
Vero gentiluomo con le signore, Kit Carson è considerato, a dispetto dei suoi caratteristici capelli, baffi e pizzetto grigio-bianchi, un donnaiolo inveterato. Malgrado sia solito lamentarsi delle magagne dell'età e delle scomodità cui Tex lo costringe, non sopporta di venire chiamato "vecchietto", anche se talvolta ironicamente è lui stesso a autodefinirsi in tal modo. Non gradisce particolarmente i viaggi in treno a causa dei duri schienali dei sedili e, se possibile, preferisce sempre viaggiare a cavallo.
Carson è anche noto per avere un debole per le bistecche "alte tre dita" contornate da "una montagna" di patatine fritte e accompagnate da un boccale di birra fresca e talvolta da una torta di mele. Inoltre, a detta di Tex e compagni, è in grado di preparare un ottimo caffè ("nero e bollente").
I nomignoli con cui i pards sono soliti canzonarlo bonariamente (Tex soprattutto) sono: "Vecchio cammello" e/o "Vecchio gufo", "Menagramo" e "Vecchio reprobo". È solito usare espressioni caratteristiche quali: "Che mi prenda un accidente!", "Gran Putifarre!", "Per la barba di Giosafatte!" o "Per la barba di Belzebù!", in situazioni critiche. Spesso si rivolge a Tex con l'attributo di "Tizzone d'inferno" e regala autentiche perle di imprecazioni fantasiose, fra le tante riportiamo: "Corna di centomila diavoli!" oppure "Per la barba di Matusalemme ballerino!".

## Curiosità
A pagina 103 del numero 50 della serie Tex Gigante, "I figli della notte", il nome di Carson viene modificato in Karson e corretto soltanto in Tex Nuova ristampa e nella successiva attuale ristampa a colori.